# 城林大橋
城林大橋，為臺灣一座跨越大漢溪的公路橋樑，位於台灣新北市土城區，兩端銜接土城區城林路與板橋區溪城路，是土城與樹林區之間重要的聯絡橋樑。
台北捷運萬大線計畫中車站LG13站預定設站位置為溪城路與中華路口附近，鄰近城林大橋。

## 簡史
城林大橋興建於1992年（民國81年）12月，由北二高經費出資，台灣省公路局施工，目前由新北市政府板橋區公所管轄。1997年進行改建後成為今貌。

## 諸元
城林橋主橋長約800公尺，雙向各有2快車道、1慢車道及1人行道，採標準跨距35公尺長的簡支 PCI 梁 6 支，各自架設在並排的單獨橋墩及基礎上，以防範上游石門水庫洩洪時挾帶大量砂石的衝擊，墩柱下部迎水面貼有紅色保護鋼鈑。

## 附近設施

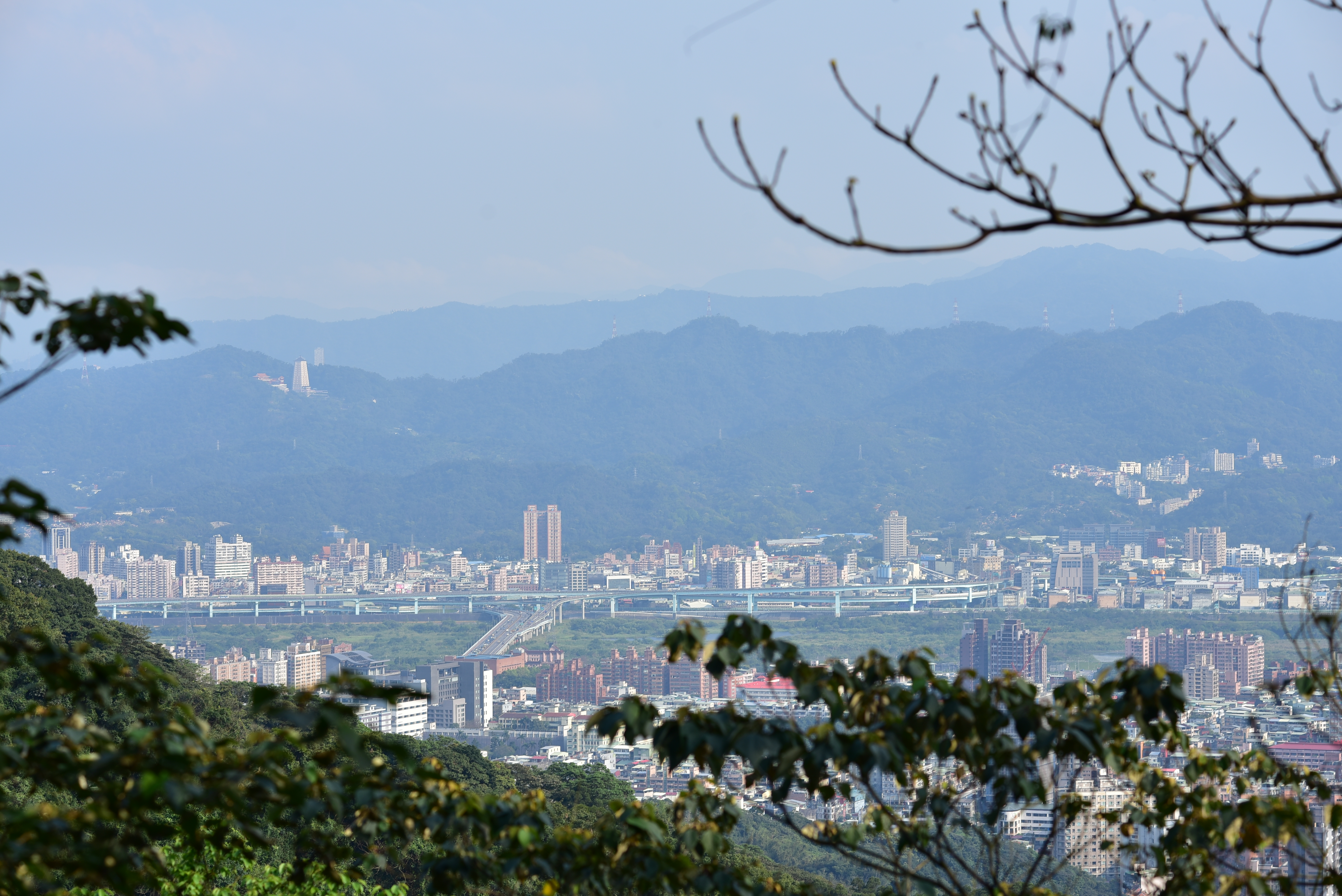
城林橋VS台65線土城端

- 鹿角溪人工濕地
- 新北市私立中華高級中學
- 台65快速公路土城一交流道